# Kasztíliai Katalin villenai hercegnő
Kasztíliai Katalin (1403 – Zaragoza, 1439. október 19.), spanyolul: Catalina de Castilla, katalánul: Caterina de Castella, olaszul: Caterina di Castiglia, latinul: Catharina Castellae, kasztíliai és leóni királyi hercegnő, Villena hercegnője, Alburquerque és Empúries grófnéja, Sogorb (Segorbe) úrnője. A Trastámara-ház kasztíliai királyi ágának a tagja.

## Élete
III. Henrik kasztíliai király és Lancasteri Katalin angol királyi hercegnő másodszülött gyermeke. 1420. július 12-én feleségül ment elsőfokú unokatestvéréhez, Trastámarai Henrik (1400–1445) kasztíliai és aragón királyi herceghez, I. Ferdinánd aragóniai király és Kasztíliai Eleonóra alburquerquei grófnő harmadszülött fiához, aki Katalin kezével elnyerte a Villena hercege címet. Nővére, Mária Henrik legidősebb bátyjához, V. Alfonz aragóniai királyhoz ment feleségül, míg öccse, II. János, aki apjuk halála 1406 után Kasztília királya lett, Henrik nővérét, Aragóniai Máriát vette feleségül.
V. Alfonz fattyú fiának, Ferdinándnak a származása már életében nagyon sok pletyka forrása volt, és egyesek szerint egészen a királyi családig értek a szálak, mégpedig az aragón királyné húgát, Katalint nevezték meg a gyermek anyjának, de ez az újabb kutatások fényében nem állja meg a helyét. Kasztíliai Katalin egy gyermeket biztosan világra hozott, amely szülés az ő és gyermeke életébe került 1439. október 19-én, de ismereteink szerint ez volt az egyetlen szülése.

## Gyermeke
- Férjétől, I. Henrik (1400–1445) aragón és kasztíliai királyi hercegtől, Kasztília régensétől, Villena hercegétől, Alburquerque és Empúries grófjától, Sogorb (Segorbe) urától, 1 fiú: 
  - N. (fiú) (Zaragoza, 1439. október 19. – Zaragoza, 1439 október 19.) aragón és kasztíliai királyi herceg